# Francis Hutcheson

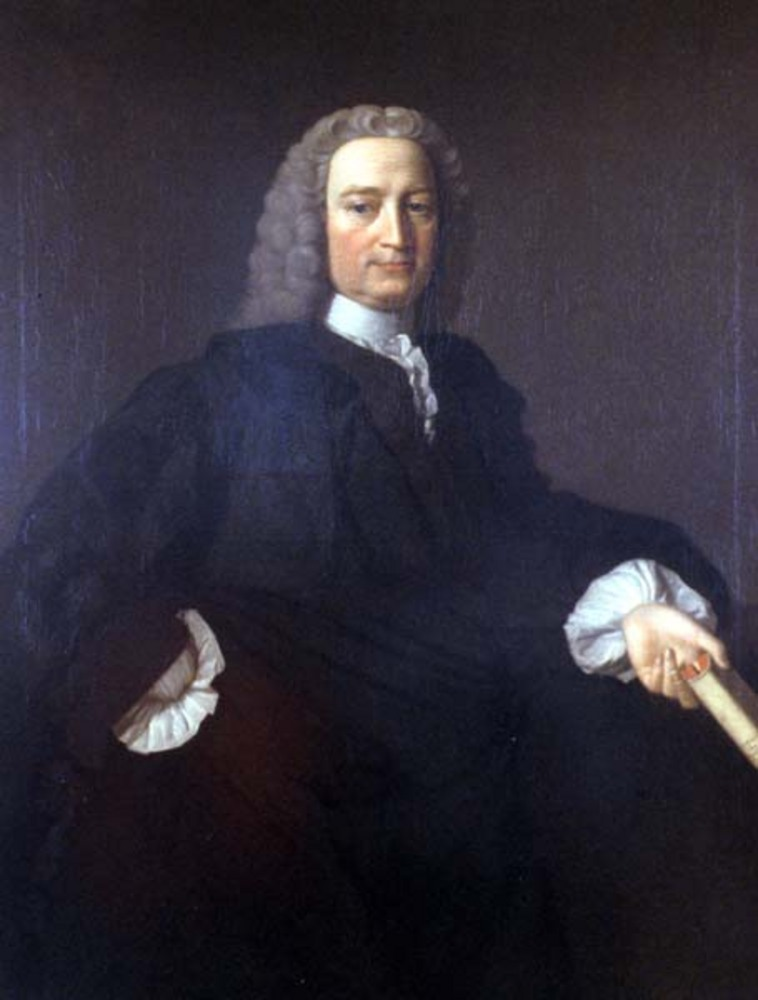
Francis Hutcheson

Francis Hutcheson (* 8. August 1694 in Drumalig, Königreich Irland; † 1746 in Glasgow, Schottland) war ein Philosoph der (schottischen) Aufklärung und ein (vor-)klassischer Ökonom. In Irland geboren stammt er aus einer (Ulster-)schottischen presbyterianischen Familie.

## Leben
Der Sohn von John Hutcheson studierte an der Universität Glasgow gesichert ab 1711, vermutlich aber schon ab 1710, Philosophie, Literatur und Theologie. Er schloss 1717 ab, verblieb aber zwei weitere Jahre als Erzieher des Sohnes von Lord Kilmarnock in Glasgow. 1719 begründete er in Dublin eine private Akademie und wurde Prediger der irischen Presbyterianer. Zehn Jahre später kehrte er als Professor der Moralphilosophie (und Nachfolger seines Lehrers Gershom Carmichael) nach Glasgow zurück, wo er bis zu seinem Tod blieb.

## Werk
Die Arbeiten des frühen Aufklärers beschäftigen sich mit Ethik und Ökonomie. Er kann zur vorklassischen Ökonomie gezählt werden.
Wesentlich einflussreicher war er als Philosoph der Ethik, als Logiker und Erkenntnistheoretiker. Seine Ethik wurde vorbereitet in der Schrift Inquiry into the Origin of Our Ideas of Beauty and Virtue (1725) und weitergeführt in An Essay on the Nature and Conduct of the Passions and Affections, with Illustrations upon the Moral Sense (1728). Sein Hauptwerk ist das 1755 postum erschienene System of Moral Philosophy.
Ähnlich wie Shaftesbury wandte sich auch Hutcheson gegen den psychologischen Egoismus, auf den Thomas Hobbes sich gestützt hatte. Er meinte vielmehr, vorherrschend seien Gefühle großzügiger Wohltätigkeit und das Mitgefühl. Eine im moralischen Sinne gute Arbeit sei diejenige, die von dem Wunsch nach Nächstenliebe motiviert sei; ja, je größer der Einflussbereich der Arbeit (die Wohlfahrt der Menschheit), desto höher sei sie einzustufen. Mit dem Ausdruck „größte Beglückung für die größte Anzahl“ [von Menschen] nahm er einen Kernpunkt des Utilitarismus des englischen Philosophen Jeremy Bentham vorweg.
Nach seiner Ansicht verfügen die Menschen – neben den bekannten fünf Sinnen – über eine Reihe weiterer, „innerer“ Sinne: u. a. für Schönheit, Ehre, das Lächerliche oder Moral. Letzteren hielt er für den bedeutendsten unserer Sinne. Er sei derjenige, durch den wir Tugend oder Laster als solche empfänden und die folglich Gefühle von Lust bzw. Schmerz in uns auslösten. Wie die anderen Sinne auch sei der Moralsinn angeboren. Im Jahr 1738 bekam er Schwierigkeiten mit seinen Vorgesetzten in Glasgow, da er behauptet hatte, der Mensch habe diese Fähigkeit, noch bevor er Erkenntnis über Gott erwerbe.
Ebenso eindeutig wandte sich Hutcheson gegen den ethischen Rationalismus eines Samuel Clarke oder William Wollaston. Er bestand darauf, dass eine Handlungsweise zwar „vernünftig“ genannt werden könne, dass dies aber noch nicht bedeute, dass sie vernunftgesteuert sei; vielmehr beruhe die Motivation immer auf einem Gefühl. Da – nach Hutcheson – nicht bewiesen ist, dass Ratio eine Richtschnur für unser Handeln liefern kann, kann sie auch weder moralische Motivation noch Urteilskriterien bereitstellen.
Hutcheson beeinflusste die meisten der nachfolgenden schottischen Philosophen, besonders David Hume, George Turnbull, Thomas Reid, Archibald Alison und Adam Smith.

## Werke
- An Inquiry into the Origin of Our Ideas of Beauty and Virtue in two treatises. Edited with an introduction by Wolfgang Leidhold, 2. rev. ed., Indianapolis, In. 2008.
  - Deutsche Ausgabe: Eine Untersuchung über den Ursprung unserer Ideen von Schönheit und Tugend. Über moralisch Gutes und Schlechtes. (= Philosophische Bibliothek Band 364). Übersetzt und mit einer Einleitung herausgegeben von Wolfgang Leidhold. Meiner, Hamburg 1986, ISBN 3-7873-0632-3.[3]